# Hendley
Hendley est un village du comté de Furnas, dans l'État du Nebraska, aux États-Unis. En 2020, il comptait une population de 20 habitants.